# Oxazolam

Strukturformel för oxazolam.

Oxazolam, C18H17ClN2O2, är ett ångestdämpande och lugnande preparat som tillhör gruppen bensodiazepiner. Det patenterades 1969.
Substansen är narkotikaklassad och ingår i förteckning P IV i 1971 års psykotropkonvention, samt i förteckning IV i Sverige.